# Nicky Katt
Nicky Katt, född Agustin Islas 11 maj 1970 i South Dakota, död ca. 8 april 2025 i Burbank, Kalifornien, var en amerikansk skådespelare.
Katt medverkade bland annat i TV-serien Boston Public.

## Filmografi (urval)
- 2007 – The Stranger Inside
- 2007 – Planet Terror
- 2007 – Grindhouse
- 2003 – Afrikas hemligheter
- 2002 – Insomnia
- 2000-2002 – Boston Public (TV-serie)
- 2000 – Boiler Room
- 1995 – The Babysitter
- 1984 – V (TV-serie, 1984) (TV-serie)